# Вьюнова, Екатерина Викторовна
Екатерина Викторовна Вьюнова (род. 13 декабря 1988, Москва) — российская спортсменка, чемпионка и призёр чемпионатов России по вольной борьбе, мастер спорта России. Родилась и живёт в Москве. Её первым тренером был В. Н. Ананьев. В дальнейшем тренировалась под руководством С. Н. Клочкова и М. В. Ленкова. Выступает в лёгкой весовой категории (до 58 кг). Представляет СДЮШОР № 95 (Москва).

## Спортивные результаты
- Чемпионат России по женской борьбе 2015 года — ;
- Чемпионат России по женской борьбе 2014 года — ;
- Кубок России 2012 года — ;
- Чемпионат России по женской борьбе 2010 года — ;